# Libération de la Bulgarie
La libération de la Bulgarie couvre les événements liés à la restauration de l'État bulgare médiéval (en). Symboliquement, le traité de San Stefano a été conclu le 3 mars 1878, soit exactement trois siècles après la pendaison de Michel Cantacuzène Chaïtanoglou.
Cela s'est produit à la suite de la renaissance nationale bulgare, qui a conduit à la reconnaissance de l'exarchat bulgare (en) et à l'organisation du insurrection bulgare d'avril 1876. Le soulèvement a donné à la Russie une raison de déclencher la guerre russo-turque de 1877-1878.
La dernière phase de ce processus historique a été caractérisée par un fort antagonisme bulgaro-grec (à partir du milieu du XIXe siècle), étant donné la lutte pour le patrimoine ottoman et médiéval dans les Balkans, et en particulier pour la Macédoine.
Historiquement, les événements qui y ont conduit ont commencé au début du XVIIIe siècle, après le renversement de l'Empire ottoman d'Europe centrale par le traité de Karlowitz. Jusqu'au XIXe siècle, la Renaissance bulgare était un processus culturel, et avec le début du projet grec et un processus politique. Son début symbolique est marqué par l'écriture de "Histoire slavo-bulgare" (1762), suivie de la liquidation du Patriarcat de Peć (1766) et de l'archevêché d'Ohrid (1767).
Le renouveau national bulgare a été exploité géopolitiquement pour poursuivre les intérêts impériaux russes dans les détroits, dont l'intérêt géostratégique depuis les années 1960 a diminué avec la création des du Nord et flotte du Pacifique.